# RDH5
RDH5 (англ. Retinol dehydrogenase 5) – білок, який кодується однойменним геном, розташованим у людей на короткому плечі 12-ї хромосоми. Довжина поліпептидного ланцюга білка становить 318 амінокислот, а молекулярна маса — 34 979.
| 10         |  | 20         |  | 30         |  | 40         |  | 50         |
| ---------- |  | ---------- |  | ---------- |  | ---------- |  | ---------- |
| MWLPLLLGAL |  | LWAVLWLLRD |  | RQSLPASNAF |  | VFITGCDSGF |  | GRLLALQLDQ |
| RGFRVLASCL |  | TPSGAEDLQR |  | VASSRLHTTL |  | LDITDPQSVQ |  | QAAKWVEMHV |
| KEAGLFGLVN |  | NAGVAGIIGP |  | TPWLTRDDFQ |  | RVLNVNTMGP |  | IGVTLALLPL |
| LQQARGRVIN |  | ITSVLGRLAA |  | NGGGYCVSKF |  | GLEAFSDSLR |  | RDVAHFGIRV |
| SIVEPGFFRT |  | PVTNLESLEK |  | TLQACWARLP |  | PATQAHYGGA |  | FLTKYLKMQQ |
| RIMNLICDPD |  | LTKVSRCLEH |  | ALTARHPRTR |  | YSPGWDAKLL |  | WLPASYLPAS |
| LVDAVLTWVL |  | PKPAQAVY   |  |            |  |            |  |            |

A: Аланін

C: Цистеїн

D: Аспарагінова кислота

E: Глутамінова кислота

F: Фенілаланін

G: Гліцин

H: Гістидин

I: Ізолейцин

K: Лізин

L: Лейцин

M: Метіонін

N: Аспарагін

P: Пролін

Q: Глутамін

R: Аргінін

S: Серин

T: Треонін

V: Валін

W: Триптофан

Кодований геном білок за функцією належить до оксидоредуктаз. 
Білок має сайт для зв'язування з НАД. 
Локалізований у мембрані, ендоплазматичному ретикулумі.